# 宮田久也
宮田 久也（みやた ひさなり、1976年5月10日 - ）は、日本のNGO職員・社会起業家である。ケニアのナイロビで、医療支援を目的とするNPO チャイルドドクター・ジャパンの理事長を務める。株式会社ヤスメルの代表取締役。セカイビト代表。兵庫県西脇市出身。兵庫県立小野高等学校、立命館大学法学部卒業。2013年12月に在外の日本大使館によって活動が評価され、在外公館表彰を受けた。2019年に「多文化共生を担う人材の育成に寄与することが評価され」、第43回井植文化賞に選ばれた。2002年から活動するNPOチャイルドドクター・ジャパンは、2020年の社会貢献者表彰を受賞。同年、全国5000校の小中学校の壁新聞に「地域の偉人」として紹介される。漫画「最上の明医」にも登場している。

## 経歴
「息子への手紙」（朝日新聞社）の著者である中田厚仁に感化され、中田が大学時代に実施した「30カ国訪問・1年間の留学・国連ボランティアへの参加」を踏襲しようと、「世界一周旅行・1年間の留学・NGOへの参加」（緊急支援：コソボ紛争とインド西部大地震）を実施した。この留学中、カナダの地下鉄で暴漢にナイフで襲われ胸部4箇所の傷を負ったことが、宮田の転機になった。「誰の為に何もせずに死ぬこと」を後悔し、その後は「人の役に立つこと」をライフワークに掲げるようになったと語っている。

### NPOでの活動
大学卒業後、NPOの支援母体である医真会 八尾総合病院（大阪府八尾市）からNPO国際医療協力機構（現：NPOチャイルドドクター・ジャパン）に出向する。「人の役に立つこと」を目標にアフリカへやってきたが、問題山積みで成果のあがらない毎日に疲れ、渡航から数年後に帰国を決意する。その折、最後にと訪れた支援地域のスラム（貧困地域）で、かけ寄ってくる子ども達にいやされ、それまで支援の対象と思っていた子どもたちから逆に自分が力づけられていることに気づく。
アフリカの子ども達だけでなく、自分と同じように先進国の人々も元気づけられる仕組みができないかと考え、支援される子ども1人と支援者1人を1対1でむすぶ医療支援システムを作る。里親制度の支援の一環である途上国の子ども達との交流事業では、他団体が、月額3000円〜4500円で、年1〜3回程度しか、子どもたちとの手紙の交流がない中、月額1500円で、年間12回〜15回、現地の子ども達やお母さんから手紙が届く仕組みを作りあげた。この仕組みは、株式会社メディアライツ社による無償の技術協力と、1500人以上の翻訳ボランティアの協力により成り立っている。手紙が数日で届けられることで、支援者と支援されている子どもとの交流頻度が高まり、毎年、支援者の95%程が支援を継続している。沢山の手紙を受け取ることで、必要とされている実感を感じやすく、ひとつの支援で、アフリカの子供も先進国にいる支援者も同時に元気になる、そうした支援が出来るようになったことが一番うれしかったとメディア等で発言している。

### 社会起業家としての活動
アフリカでの医療支援時代に、治療費がなく救えなかった子ども達のことを後悔し、2013年2月に起業。事業利益を運用し、ケニアの子ども達に手術代を送ることを目的とし、看護師の助川理子と事業を開始。看護師不足に直面している病院と、有給が取得できない看護師という2つの問題を、3ヶ月の連続休暇が可能システムの導入により、2つの問題を解決を目指す。活動の様子がニュースZERO、毎日新聞等で取り上げられている。

## 座右の銘
- 「他者の為に尽くす人生こそ価値ある人生だ」（アルベルト・アインシュタイン）
- 「自分の人生に喜びを見出したか、他者の人生に喜びをもたらしたか」（映画『最高の人生の作り方』より）
- 「本当に大切なのは、いつか訪れる死の瞬間に、自分は人の役に立つ仕事ができたと思い返せる偽りのない生き方だ」（丹羽宇一郎 伊藤忠商事会長）

## メディア掲載ほか
宮田の活動は以下のような多くのメディアでとりあげられている。
- 日経ウーマン「幸せになるお金のルール（幸せな人はモノより体験に、自分より人にお金を使っていた）」2020年6月号
- 神戸新聞NEXT「スラム街を紹介　ケニア医療支援の男性が講演」2021年2月
- 神戸新聞「ラジオで語るアフリカ体験（特別講演で交流　白鷺小中生がFM出演）」2021年3月
- 日本テレビNEWS ZERO「桐谷美玲MyGeneration "長期休暇"のススメ...その狙いは？ - ウェイバックマシン」2016年9月6日
- 神戸新聞「ケニア医療支援の男性が講演」2021年1月26日
- 日経BP、日経ビジネスオンライン「失敗から学んだ、社会貢献と事業展開の正しい関係」2010年6月17日
- NHK BSハイビジョン 地球ドキュメントミッション / スペシャル版「ケニア 一通の手紙が子どもの命を救う」2010年7月25日放送。NHKBS1でも2010年11月18日放送
- 高知新聞「診療所、エイズ感染者続々」2010年9月
- 岐阜新聞「（ケニアルポ）広がるエイズ感染」2010年9月
- 信濃毎日新聞「ケニアの診療所に」2010年9月
- サンデー毎日「日本から送られる 生命の診察券」[10] 2010年11月16日
- NHK総合 成人式特集「ミッション　僕たちが世界を変える」2011年1月10日放送
- NHKBS1 地球ドキュメントミッション / 最終回 2011年3月31日放送
- NHKBS1 地球テレビ100/ケニアから生中継 2011年4月9日放送
- 中日新聞・東京新聞 夕刊、内橋克人 (紙つぶて) -「真の開国とは」2011年1月13日・14日
- 週刊金曜日、岡本央「ケニアの子どもと日本を結ぶ」[11] 2011年3月11日
- ピーネット タウン「ケニアと日本を笑顔でつなぐ」2011年3月号
- NHKBS1 地球テレビ100 / ケニアから生中継「人口爆発と都市化について」2011年10月29日放送
- NHKBS1 地球テレビ100 / 年末特番「激動する世界2011」にスタジオ出演、2011年12月30日放送
- NHKBS1 ドキュメンタリーWAVE「スラム一斉撤去～ナイロビ　グローバル化に翻弄される人々」2012年2月18日放送
- NHKBS1 ドキュメンタリーWAVE 最終回にナイロビ・キベラスラムから中継 2012年3月31日放送
- 神戸新聞 世界×兵庫人「（1）スラムの子らに医療を「死を待つだけ」に光」 2012年6月13日
- 毎日新聞「有給3ヶ月のシンデレラ」
- 中日新聞「有給3ヵ月のシンデレラ　看護師に新しい働き方」2013年9月18日
- 神戸新聞「有給3ヵ月自分磨き　3人のフルタイム労働を4人で」
- 熊本日日新聞 夕刊「特報　3カ月休暇で“自分磨き”　兵庫の病院が看護師に新就業スタイル　3人分の仕事を4人交代で」
- 琉球新報 朝刊「ワーキングシンデレラ／看護師の新しい働き方／自分の時間を充実」
- 信濃毎日新聞 夕刊「看護師に新就業スタイル　3人分給料で4人雇用、年3カ月有給休暇　高い離職率…現状打破なるか」
- 宮崎日日新聞 朝刊「兵庫の病院導入／看護師雇用に“新発想”／4人1組　順番に有給休暇3カ月／労働環境改善、離職阻止へ」
- 東奥日報 夕刊「看護師に新就業スタイル　有休3カ月で自分磨き　兵庫の病院導入で注目」
- 共同通信 "Hospital pioneers new working style for nurses to tackle high turnover"
- The Japan Times "Hospital finds a way to retain nurses"
- Epoch Times スウェーデン語版 "Japanskt sjukhus testar ny modell att behålla sjuksköterskor" 2013年10月14日
- 読売テレビ「グッと！地球便 #301 ケニア／ナイロビ」2014年9月14日放送[12]